# Křídla
Křídla (in tedesco Krzidla) è un comune ceco situato nel distretto di Žďár nad Sázavou, nella regione di Vysočina.